# Jun Woong-sun
Jun Woong-sun (* 14. Juni 1986 in Seoul) ist ein ehemaliger südkoreanischer Tennisspieler.

## Karriere
Auf der Junior Tour war Jun bereits erfolgreich, so spielte er bei drei der vier Grand-Slam-Turniere mit. In Wimbledon erreichte er 2004 dabei das Viertelfinale. Seine beste Platzierung war ein kombinierter 4. Rang im Oktober desselben Jahres.
Bei den Profis spielte er bereits ab 2001 vereinzelt Turniere, meist auf der ITF Future Tour. Ab 2003 war er sowohl im Einzel als auch im Doppel in der Weltrangliste geführt. Ein Jahr später wurde er erstmals in die südkoreanische Davis-Cup-Mannschaft berufen. Er gewann seine Einzelpartie bei dem Sieg über den Libanon. 2005 gewann Jun seinen ersten Doppeltitel auf der Future Tour und verbesserte sich in der Weltrangliste in diesem Jahr auf den 462. Rang. Während auf der ATP Challenger Tour häufig bereits in der zweiten Runde Schluss war, gewann er 2006 vier seiner acht Doppeltitel und beide Einzeltitel auf der Future Tour. Er nahm in diesem Jahr auch bei den Asienspielen teil und gewann im Mannschaftsbewerb die Goldmedaille und im Doppelbewerb die Bronzemedaille. Im Finale gewann er das entscheidende Doppel mit Lee Hyung-taik gegen die Japaner Takao Suzuki und Satoshi Iwabuchi.
2007 in Auckland überstand er die Qualifikation im Einzel und feierte sein Debüt auf der ATP World Tour. Er verlor sein Auftaktmatch gegen Dominik Hrbatý glatt in zwei Sätzen. Im März erreichte er mit dem 253. Rang seinen Karrierehöchstwert im Doppel. Auf der Challenger Tour zog er in Caloundra an der Seite von Chen Ti ins Finale ein. Dort besiegten sie die Kroaten Ivan Cerović und Vjekoslav Skenderović in zwei Sätzen. 2008 spielte er im Davis Cup in der Weltgruppe. Er verlor im Doppel und gewann das letzte unbedeutende Einzel gegen Michael Berrer. Insgesamt hat er eine Einzelbilanz von 9:5 und eine Bilanz im Doppel von 3:3. Im Mai gewann er in Dresden an der Seite von Daniel Brands seinen zweiten Doppeltitel auf der Challenger Tour; im Einzel erreichte er in diesem Monat mit dem 230. Rang seine beste Platzierung. In Karlsruhe gelang ihm noch ein weiterer Finaleinzug, im Anschluss daran kam er nicht mehr über das Halbfinale hinaus. Er qualifizierte sich auf der World Tour im Einzel für das Hauptfeld in Casablanca, Newport und Indianapolis, scheiterte jedoch immer in der ersten Runde. In Cincinnati stand er als Lucky Loser das einzige Mal im Hauptfeld eines Masters.
In der Folgezeit konnte Jun weder im Einzel noch im Doppel an seine Erfolge anknüpfen, wodurch er in der Weltrangliste abrutschte und wieder vermehrt auf der Future Tour aktiv war. Dort gewann er 2013, 2014 und 2016 noch jeweils einen weiteren Doppeltitel, bevor er im August 2016 seine Karriere beendete.

## Erfolge
| Legende (Anzahl der Siege)  |
| Grand Slam                  |
| ATP World Tour Finals       |
| ATP World Tour Masters 1000 |
| ATP World Tour 500          |
| ATP World Tour 250          |
| ATP Challenger Tour (2)     |

### Doppel

#### Turniersiege
| Nr. | Datum             | Turnier   | Belag     | Partner       | Finalgegner                        | Ergebnis          |
| --- | ----------------- | --------- | --------- | ------------- | ---------------------------------- | ----------------- |
| 1.  | 25. November 2007 | Caloundra | Hartplatz | Chen Ti       | Ivan Cerović Vjekoslav Skenderović | 6:2, 6:3          |
| 2.  | 11. Mai 2008      | Dresden   | Sand      | Daniel Brands | Ilija Bozoljac Dušan Vemić         | 2:6, 7:64, [10:6] |